# Basarabeasca (arrondissement)
Basarabeasca (Ned.: Bessarabië) is een arrondissement van Moldavië. De zetel van het arrondissement is Basarabeasca. Op 01-01-2012 had het arrondissement 29.000 inwoners.
De 7 gemeenten, incl. deelgemeenten (localitățile) van Bessarabië:
- Abaclia
- Basarabeasca, met de titel orașul (stad)
- Bașcalia
- Carabetovca
- Iordanovca
- Iserlia, incl. Bogdanovca, Carabiber en Ivanovca
- Sadaclia